# Pengembur
Pengembur is een bestuurslaag in het regentschap Centraal-Lombok van de provincie West-Nusa Tenggara, Indonesië. Pengembur telt 8811 inwoners (volkstelling 2010).